# Conjunt d'habitatges al carrer Sant Pere (Abrera)
El Conjunt d'habitatges al carrer Sant Pere, 10-14 és una obra d'Abrera (Baix Llobregat) inclosa a l'Inventari del Patrimoni Arquitectònic de Catalunya.

## Descripció
Sèrie de tres edificis d'habitatges units entre mitgeres. Estan estructurats en planta baixa i dos pisos superiors. La façana està arrebossada a excepció del costat exent de la última casa on es veu el mur de carreus de pedra irregulars, còdols, etc. Als dos pisos s'alternen balcó i finestra; hi ha algunes obertures cegades amb el temps però les parts més modificades són les inferiors. Les construccions es rematen per una cornisa motllurada amb una sanefa a la zona més baixa. Les cobertes són a dues aigües però no visibles des del carrer. Hi ha una inscripció sota el balcó de l'habitatge núm. 10 on es pot llegir "RTS 1885".